# Писиеподобни
Писиеподобните (Pleuronectiformes) са разред животни от клас Актиноптери (Actinopteri).
Таксонът е описан за пръв път от Карл Линей през 1758 година.

## Семейства
Подразред Psettodoidei
- Psettodidae

Подразред Pleuronectoidei
- Надсемейство Citharoidea
  - Citharidae
- Надсемейство Pleuronectoidea
  - Bothidae – Левооки камбали
  - Paralichthyidae – Паралихтиеви
  - Pleuronectidae – Писиеви
  - Scophthalmidae – Калканови
- Надсемейство Soleoidea
  - Achiridae – Ахирови
  - Achiropsettidae
  - Cynoglossidae – Морски езици
  - Paralichthodidae
  - Poecilopsettidae
  - Rhombosoleidae
  - Samaridae – Самарови
  - Soleidae – Морски езици